# Podaca
Podaca is een plaats in de gemeente Gradac in de Kroatische provincie Split-Dalmatië. De plaats telt 716 inwoners (2001).